# 6666 Ranch

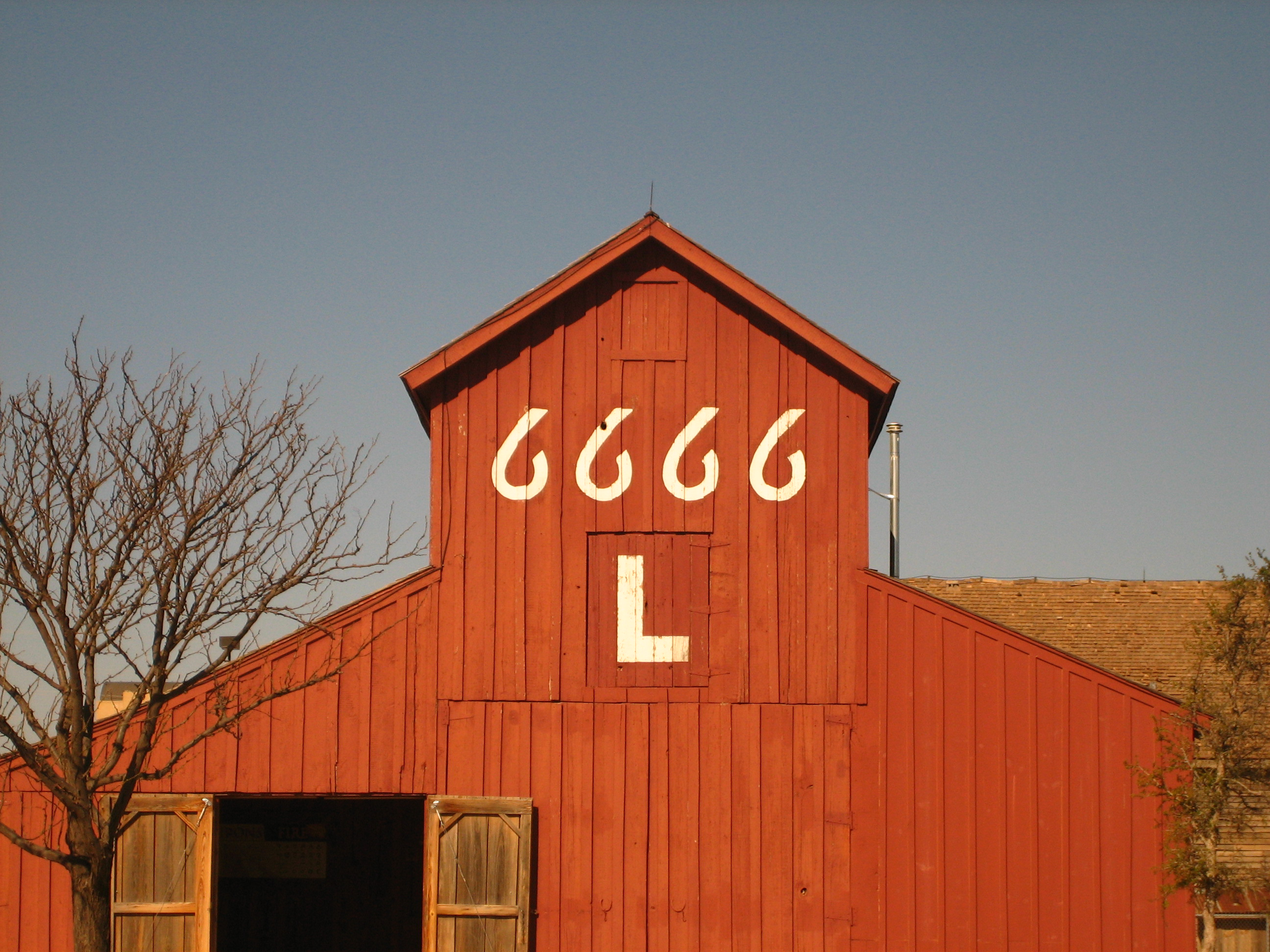
Granero rojo del rancho 6666 en el National Ranching Heritage Center en Lubbock, Texas.

El Four Sixes Ranch, estilizado como 6666 Ranch, es un rancho histórico situado en el Condado de King, Texas, así como en los condados de Carson y Hutchinson, Texas.

## Ubicación
La sección principal del rancho está localizada cerca la ciudad de Guthrie en Condado de Rey, Texas. Abarca 1400 km2 de tierra. La casa principal del rancho se ubica junto a la autopista nacional 82. La cuenca del arroyo Dixon Creek se extiende por 440 km2  de tierra entre los condados de Carson y Hutchinson. El arroyo Dixon Creek atraviesa esta sección del rancho cerca de Panhandle, Texas.

## Historia

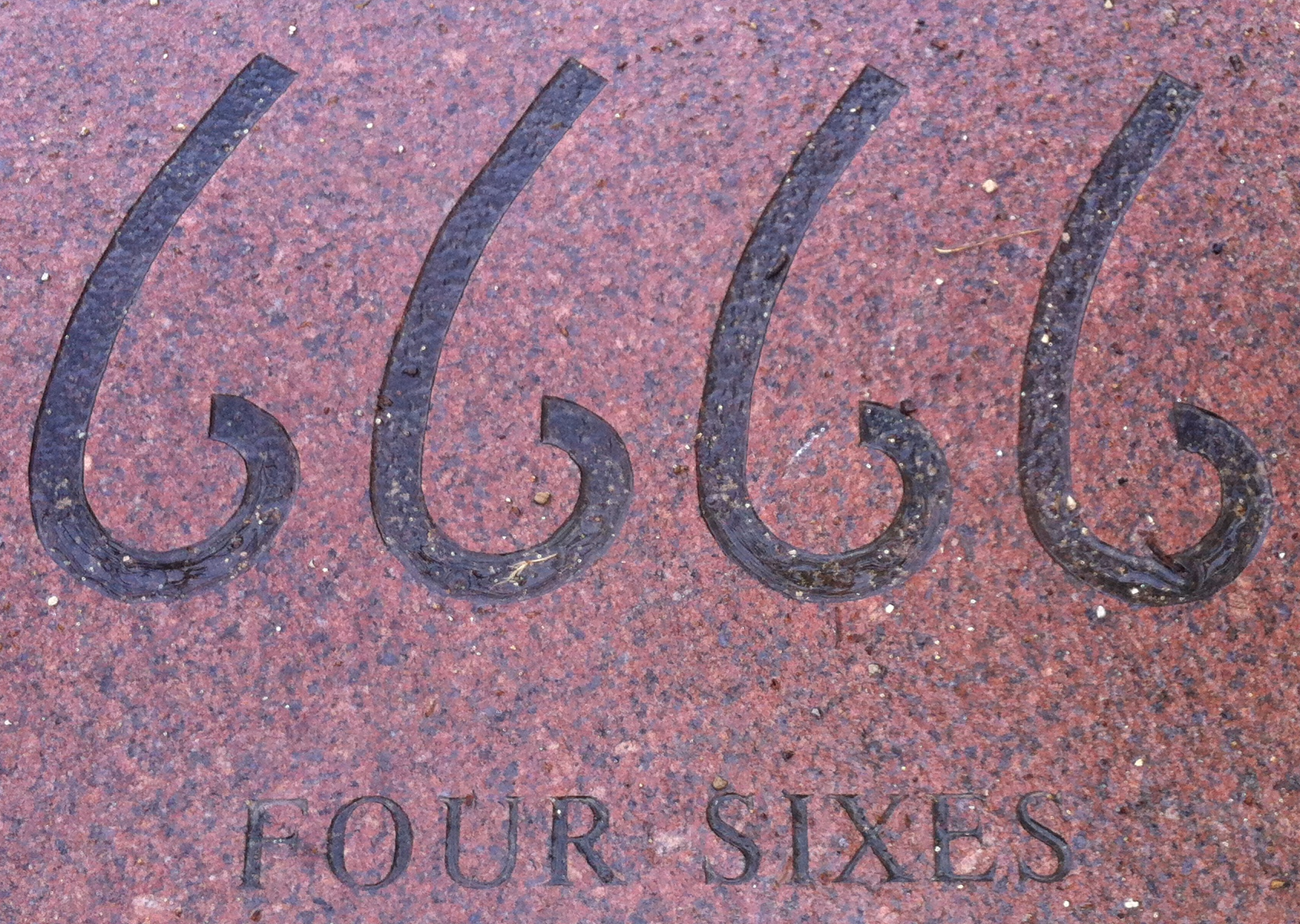
Marca del Rancho 6666, ubicada en la acera de marcas históricas de Texas, del parque Pioneer Plaza en Dallas.

El rancho fue fundado por Samuel Burk Burnett en 1900 después de que adquiriera las tierras de la compañía Louisville Land and Cattle Company. Cuenta la leyenda que  ganó el rancho en una partida de naipes, donde él sacó cuatro seises (6666). Sin embargo, Burnett y sus descendientes han negado este cuento popular. Parece ser que el nombre proviene el primer rebaño que crio en el rancho, que fue marcado con «6666».
Burnett crio toros pura raza Herefords y Durham, que ganaron premios nacionales en ferias de ganado por todos los Estados Unidos. También crio caballos pura sangre Cuarto de Milla. En 1918, una tormenta de nieve mató a 2000 cabezas de ganado. Tres años después, en 1921, se encontró petróleo en el rancho, convirtiéndolo así en una empresa muy rentable.
Después de la muerte de Burnett en 1920, el rancho lo heredó su nieta, Anne Valliant Burnett Tandy, que compró Grey Badger II y Hollywood Gold, dos caballos de exhibición para ser criados en el rancho. En 1936, había 20 000 cabezas de ganado Hereford en el rancho. En las décadas de 1960 y 1970, el granero del rancho se utilizó en anuncios de la compañía tabacalera Marlboro. Además, en 1975, varias escenas de la película Mackintosh y T. J. se filmaron en el rancho.
En 1980, el rancho fue heredado por la bisnieta de Burnett, Anne Windfohr Marion, y su tataranieta, Wendi Grimes. Marion codirigió el rancho con su cuarto marido, John L. Marion. Cruzaron ganado Brangus con Herefords para producir Black Baldy, una raza de ganado resistente a los insectos culicoides. Además, en el rancho se crían cien yeguas de cría cada año.
Hasta el 3 de diciembre de 2020, el rancho fue vendido de acuerdo a la última voluntad de Anne Burnett Marion, que murió en febrero de ese año. Fue tasado por un valor de mercado de 347.7 millones de dólares. En mayo de 2021, un fondo de inversión representado por el productor de películas wéstern Taylor Sheridan compró el rancho.
Partes del rancho ha sido representadas en pinturas de Tom Ryan y Mondel Rogers. Un granero del rancho fue trasladado al Centro Nacional del Patrimonio Ganadero en Lubbock, Texas.